# Assad Zaman
Assad Zaman (* 10. Mai 1990 in Newcastle upon Tyne) ist ein britischer Schauspieler.

## Leben und Karriere
Zamans Eltern migrierten in den 1980ern aus Bangladesch nach England, wo er und seine Geschwistern in den 1990ern in Newcastle aufwuchsen. Er lernte Schauspiel von 2010 bis 2013 an der Manchester School of Theatre.
Nach dem Abschluss begann er professionell Theater auf englischen Bühnen zu spielen. Ab 2017 arbeitete er mit der Royal Shakespeare Company. 2019 ging er in einer Hauptrolle mit dem Stück The Funeral Director auf Tour. Seit 2022 spielt Zaman in den Fernsehserien Hotel Portofino und Interview with the Vampire.

## Theaterauftritte
Quelle:
- 2013–2014: Tyne
- 2013: Son of a Preacher Man (One Man Show)
- 2013: Our Country’s Good
- 2013: Grimm Tales
- 2014: Beats North
- 2015: East is East
- 2015: Behind the Beautiful Forevers
- 2016: Arms and the Man
- 2016: A Midsummer Night’s Dream
- 2017: Salome (RSC)
- 2017: Coriolanus (RSC)
- 2018: White Teeth
- 2018: First Encounters: Julius Caesar (RSC)
- 2019: The Funeral Director
- 2019: A Doll’s House
- 2020: The Winter’s Tale (RSC)
- 2020: Pericles (RSC)
- 2021: East is East

## Filmografie
- 2015: Cucumber (1 Episode)
- 2017: Nachdem ich ihm begegnet bin (Apple Tree Yard, Miniserie, 3 Episoden)
- 2019: Vera – Ein ganz spezieller Fall (1 Episode)
- 2020: Eine Frau an der Front (Our Girl, 1 Episode)
- 2020: Red, White and Blue (Small-Axe-Filmreihe)
- 2022–2023: Hotel Portofino
- seit 2022: Interview with the Vampire